# Stephen Baxter

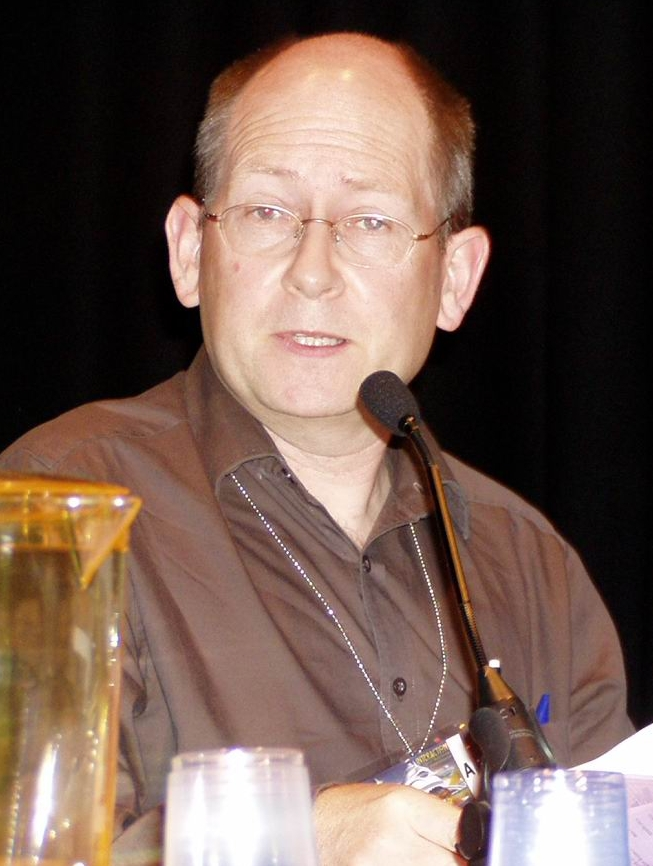
Stephen Baxter bij de 63e Worldcon in Glasgow, augustus 2005

Stephen Baxter (Liverpool, 13 november 1957) is een Britse sciencefictionschrijver. Hij is afgestudeerd in wiskunde en techniek. Hij schrijft harde SF in drie hoofdcategorieën, elk met een verschillende stijl en toonzetting.
Zijn Xeelee Sequence verhalen spelen in de verre toekomst, als mensen het op een na machtigste ras in het universum worden, met alleen de godachtige Xeelee boven zich. Karakterontwikkeling is in deze verhalen minder belangrijk dan de presentatie van theorieën en ideeën, zoals de werkelijke aard van de Great Attractor, singulariteiten en de grote strijd tussen Baryonische en Fotonische levensvormen. Voorbeelden van romans die in deze stijl geschreven zijn: Ring en Timelike Infinity.
Baxters boeken over de hedendaagse aarde zijn veel meer gericht op de mens. Personen worden met meer diepte en gevoel geschetst. Vaak hebben de verhalen te maken met dromen over wat de mensheid zou kunnen bereiken met het ontdekken van de ruimte. NASA speelt dan ook een belangrijke rol. Deze romans zijn somberder dan de rest van zijn werk en laten meestal weinig hoop zien voor de mensheid in haar morele aspecten. Voorbeelden hiervan zijn: Voyage, Titan en Moonseed.
Zijn Evolution-verhalen vormen een latere ontwikkeling, waarin een stijgende interesse in de evolutie van de mensheid opvalt, met als voorbeeld Evolution.
Baxter laat ook andere stijlen zien: de Mammoth verhalen zijn voor kinderen geschreven. Elk boek van de Manifold trilogie is gericht op een potentiële verklaring van de Fermi-paradox.

## Prijzen
Met The Time Ships, een geautoriseerd vervolg op De Tijdmachine (The Time Machine) van H. G. Wells, won hij in 1996 de John W. Campbell Memorial Award, de Philip K. Dick Award en de BSFA Award. Hij won nog een BSFA Award met het korte verhaal War Birds in 1997 en een tweede Philip K. Dick Award met Vacuum Diagrams in 1999. De novelette Huddle bracht hem de Locus Award in 2000. Omegatropic was goed voor een derde BSFA voor non-fictie in 2001 en het korte verhaal Mayflower II voor een vierde in 2004.